# Драгоманово
Драгоманово (укр. Драгоманове) — село в Генической городской общине Генического района Херсонской области Украины.
Население по переписи 2001 года составляло 135 человек. Почтовый индекс — 75545. Телефонный код — 5534. Код КОАТУУ — 6522185002.